# Институт Латинской Америки РАН
Институ́т Лати́нской Аме́рики Росси́йской Акаде́мии нау́к (ИЛА РАН) — научно-исследовательский институт РАН, изучающий экономические, социально-политические и международные проблемы латиноамериканских стран, идеологию и культуру народов Латинской Америки.

## История
На основании постановления Президиума Академии наук СССР 28 апреля 1961 года был создан Институт Латинской Америки. Директорами учреждения были доктор экономических наук С. С. Михайлов (1961—1965), член-корреспондент РАН В. В. Вольский (1966—1992), доктор исторических наук Б. И. Коваль (1992—1995). С 1995 до 2018 ИЛА возглавлял член-корреспондент РАН В. М. Давыдов. С 2018 года институт возглавил Дмитрий Вячеславович Разумовский.
Институт имеет наиболее полную библиотеку (около 100 тыс. томов) по теме Латино-Карибской Америки.
Задачами института является всестороннее изучение стран Латинской Америки, изучение вопросов формирования и развития избранных ими экономических моделей, проведение структурных реформ, формирование и развитие политических и социальных систем, разрешение возникающих межгосударственных конфликтов.
Институт изучает возможности и перспективы сотрудничества этих стран с Россией, оптимизацию сотрудничества на двусторонней и многосторонней основах, сотрудничает с университетами Латино-Карибской Америки, Канады, Европы и Азии.
Институт имеет тесные научные связи с международными организациями: Экономическая комиссия ООН для Латинской Америки и Карибского бассейна (CEPAL), Организация американских государств (ОЕА), Иберо-американское сообщество, Межамериканский банк развития (BID) и входит в организации: Международную федерацию по изучению Латинской Америки и Карибского бассейна (FIEALC), Европейский совет обществоведческих исследований Латинской Америки (CEISAL), Латиноамериканскую ассоциацию политических наук (ALACIP), Совет по латиноамериканским исследованиям в странах Азии и Океании (CELAO), Европейскую сеть информации и документации о Латинской Америке.
Для всестороннего изучения стран Латинской Америки, обмена научной информацией, институт учредил Ассоциацию исследователей иберомериканского мира (АИИМ).
С 1996 года институт занимается исследовательскими работами и изучением стран Иберийского полуострова (Испания и Португалия). Периодические издания института: журналы «Латинская Америка» и IBEROAMERICA (на испанском языке), научный бюллетень «Аналитические тетради ИЛА РАН», аналитические издания «Саммит».

## Структура
В состав института входят:
- Центр экономических исследований;
- Центр политических исследований;
- Центр культурологических исследований;
- Центр иберийских исследований;
- Группа энциклопедических изданий.